# Sonderbevollmächtigter der Bundesregierung für Migrationsabkommen
Das Amt des Sonderbevollmächtigten der Bundesregierung für Migrationsabkommen wurde 2023 entsprechend einer Vereinbarung im Koalitionsvertrag 2021–2025 geschaffen und 2025 wieder abgeschafft. Das Amt war im Bundesministerium des Innern und für Heimat angesiedelt.

## Aufgaben und Tätigkeiten
Zu seinen Aufgaben zählte der Abschluss von Migrationsabkommen mit dem Ziel, eine reguläre Migration zu ermöglichen und zugleich die irreguläre Migration zu reduzieren. Im Fokus standen einerseits die wirtschaftliche Zusammenarbeit und die Qualifizierung für den deutschen Arbeitsmarkt und andererseits die Zusammenarbeit bei Rückführungen. Nach Angaben der Bundesinnenministerin Nancy Faeser sollte durch klare Kriterien für die Einreise dem Geschäftsmodell von Schleusern die Grundlage entzogen werden.
Der Sonderbevollmächtigte arbeitete zudem eng mit den Bundesländern zusammen, da Abschiebungen in deren Zuständigkeit liegen.
In der Bundesregierung besteht – unabhängig vom Amt des Sonderbeauftragten – das Amt der Beauftragten für Migration, Flüchtlinge und Integration, das im Bundeskanzleramt angesiedelt ist.
Der Sonderbevollmächtigter hatte mit mehreren Staaten aus Europa, Asien, Afrika und Südamerika Migrationsabkommen beraten, die die Vertragsstaaten dazu verpflichten sollten, abgelehnte Asylbewerber zurücknehmen. Medienrecherchen zufolge wurde 2023 ein Abkommen mit dem Irak unterzeichnet.
Als im November 2024 aufgrund der „D-Day-Affäre“ Rücktrittsforderungen gegenüber dem FDP-Politiker Stamp laut wurden, erklärte dieser, er werde im Amt bleiben. Kurz zuvor hatte erklärt, es sei sinnvoll, das Amt des Sonderbevollmächtigten zu erweitern und ihm das Mandat zu erteilen, auch mit „problematischen Staaten wie Afghanistan“ direkt zu verhandeln. Der Sonderbevollmächtigten solle zudem Modelle für die Entwicklung ausgelagerter Asylverfahren in Drittstaaten unter dem Dach des Flüchtlingshilfswerks der Vereinten Nationen UNHCR entwickeln.
Im April 2025 kritisierte der Sonderbevollmächtigte, dass die Zusammenarbeit der deutschen Botschaften weltweit mit den Ausländerbehörden in Deutschland nicht gut funktionierte, weil diese „schlichtweg personell nicht ausreichend ausgestattet“ seien.
Die Auflösung das Amtes wurde am 6. Mai 2025 in der ersten Sitzung des Kabinetts Merz beschlossen.
| Abschlussdatum | Land       | offizielle Bezeichnung | Bundesgesetzblatt          |
| -------------- | ---------- | --- | -------------------------- |
| 5. Dez. 2022   | Indien     | Abkommen zwischen der Regierung der Bundesrepublik Deutschland und der Regierung der Republik Indien über eine umfassende Migrations- und Mobilitätspartnerschaft | BGBl Teil 2, 2023, Nr. 128 |
| 19. Dez. 2023  | Georgien   | Vereinbarung zwischen der Regierung der Bundesrepublik Deutschland und der Regierung von Georgien über Migration und Mobilität                                    | BGBl Teil 2, 2024, Nr. 14  |
| 13. Sep. 2024  | Kenia      | |                            |
| 15. Sep. 2024  | Usbekistan | |                            |

## Amtsinhaber
- 1. Februar 2023 bis 6. Mai 2025: Joachim Stamp (FDP)